# ラファエル・ゲレロ
ラファエル ゲレロ（Rafael Guerrero, 1934年10月24日 - 2005年5月25日）はメキシコの彫刻家。
港町として栄えた都市・ベラクルスに生まれる。鉄道工夫として働きながらの苦学の末にメキシコ国立芸術院を卒業、同芸術院ならびにメキシコ国立自治大学彫刻科の教授として迎えられる。多数の彫刻、公共の歴史的モニュメントを制作。1968年メキシコ オリンピックで使用された聖火台やトーチ、メダルなどのデザインを行ったことでも知られる。

## 活動概要
メキシコの先住文明とヨーロッパ文化に根ざすメキシコ彫刻会派を原点とし、石彫、ブロンズ、木彫と3つの分野において作品を制作した。人間こそ自然の中で最も美しく完璧であり、動きが豊かな存在であるとの信念から、もっぱら人物像を制作。
1990年、日本人女性と結婚したことを契機に日本とのつながりを持ち、作品の展示なども行った。

## 主要年表
- 1934年
  - メキシコ、ベラクルスに生まれる

- 1952年
  - メキシコ国立芸術院入学、アルベルト・デ・ラ・ウェガ（彫刻）、ホセ・エル・ルイス（彫刻）、フランシスコ・スニガ（英語版）（彫刻）に師事する。後にフランシスコ・スニガの助手を長年務めることになるディエゴ・リベラ（絵画）、ダヴィッド・アルファロ・シケイロス（壁画）も芸術院の師であった。

- 1960年
  - メキシコ国立芸術院卒業、同校ならびにメキシコ国立自治大学（UNAM）彫刻科教授となる。

- 1962年
  - イタリア政府国賓留学生としてイタリア国立美術学院大学院コースを修了。

- 1964年
  - メキシコ国立人類学博物館の彫刻部長に就任する。これは、建築家であるペドロ・ラミレス・バスケス（英語版）の要請のもとに実現した。

- 1968年
  - メキシコシティーオリンピック委員会公式彫刻家に任命される。

- 1969年
  - スペイン、フランス、ギリシャ各大学においても大学院コースを修了。

- 1990年
  - メキシコ国立芸術院ならびにメキシコ国立自治大学を退職。
  - メキシコおよびアメリカ、日本で多数の作品を制作。

- 2005年
  - メキシコシティにて死去。享年70歳。

## 主な作品
- 1954年 - ベラクルス市庁「あらい熊」
- 1962年 - スワレス美術館 モニュメント「エミリアノ・サパタ」「先生」「母子」「漁師」
- 1963年 - メキシコ国立人類学博物館（ジオラマの人物像・トラテロルコ市場・マンモス狩りなど72点）
- 1965年 - メキシコ外務省「平和」
- 1966年 - ベラクルス州立孤児院 モニュメント「母子」
- 1967年 - メキシコ国立自治大学 モニュメント3点
- 1968年 - メキシコシティーオリンピック 金・銀メダル、聖火台、トーチ、モニュメントなど30点
- 1969年 - パナマ、コロンビア、サン・サルバドル モニュメント 6点
- 1974年 - メキシコ石油公団 メキシコ各州 モニュメント
- 1985年 - メキシコ海軍 モニュメント
- 1993年 - 千葉県御宿町「抱擁」[1]

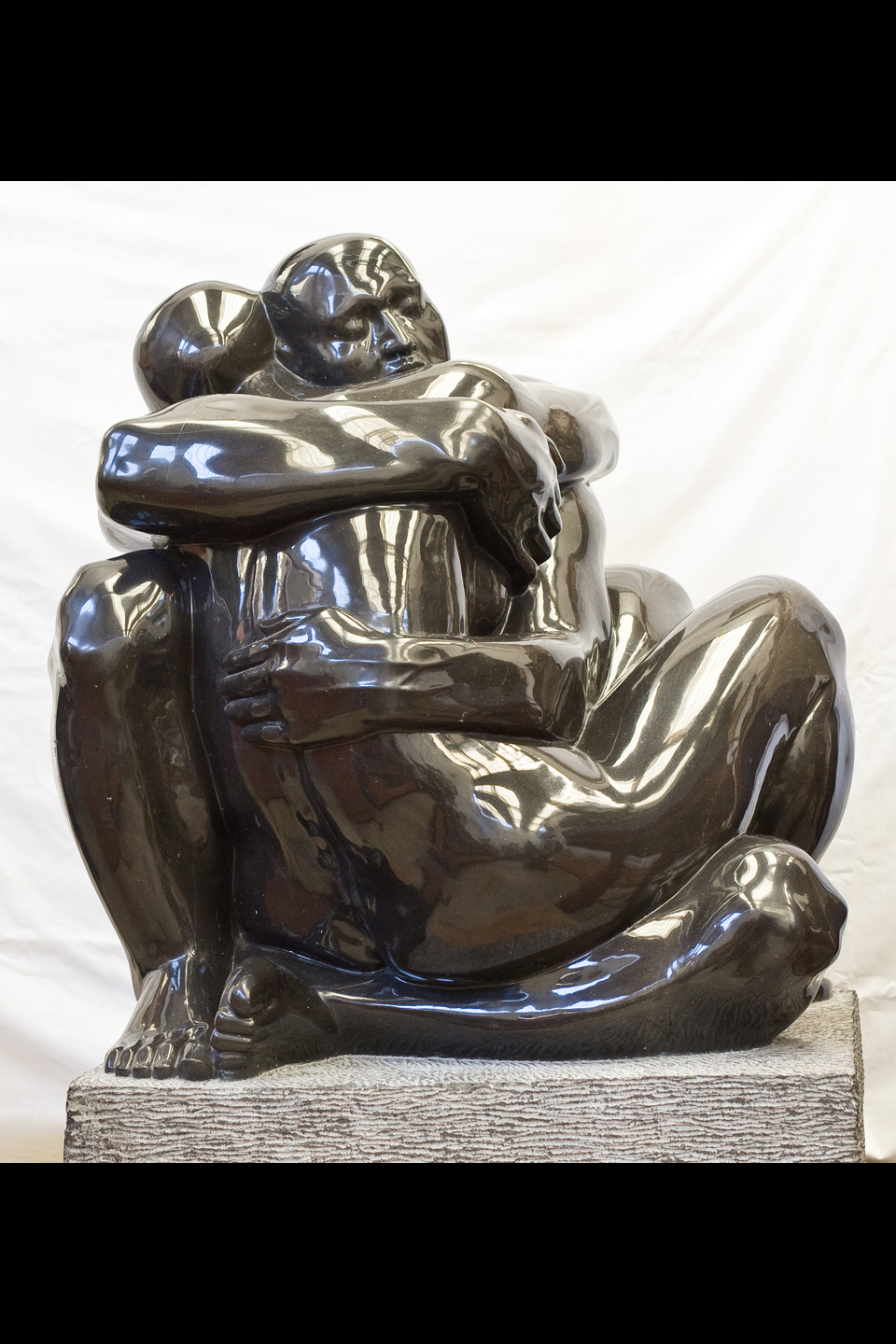
「抱擁」1993年 黒大理石 96x76x72cm
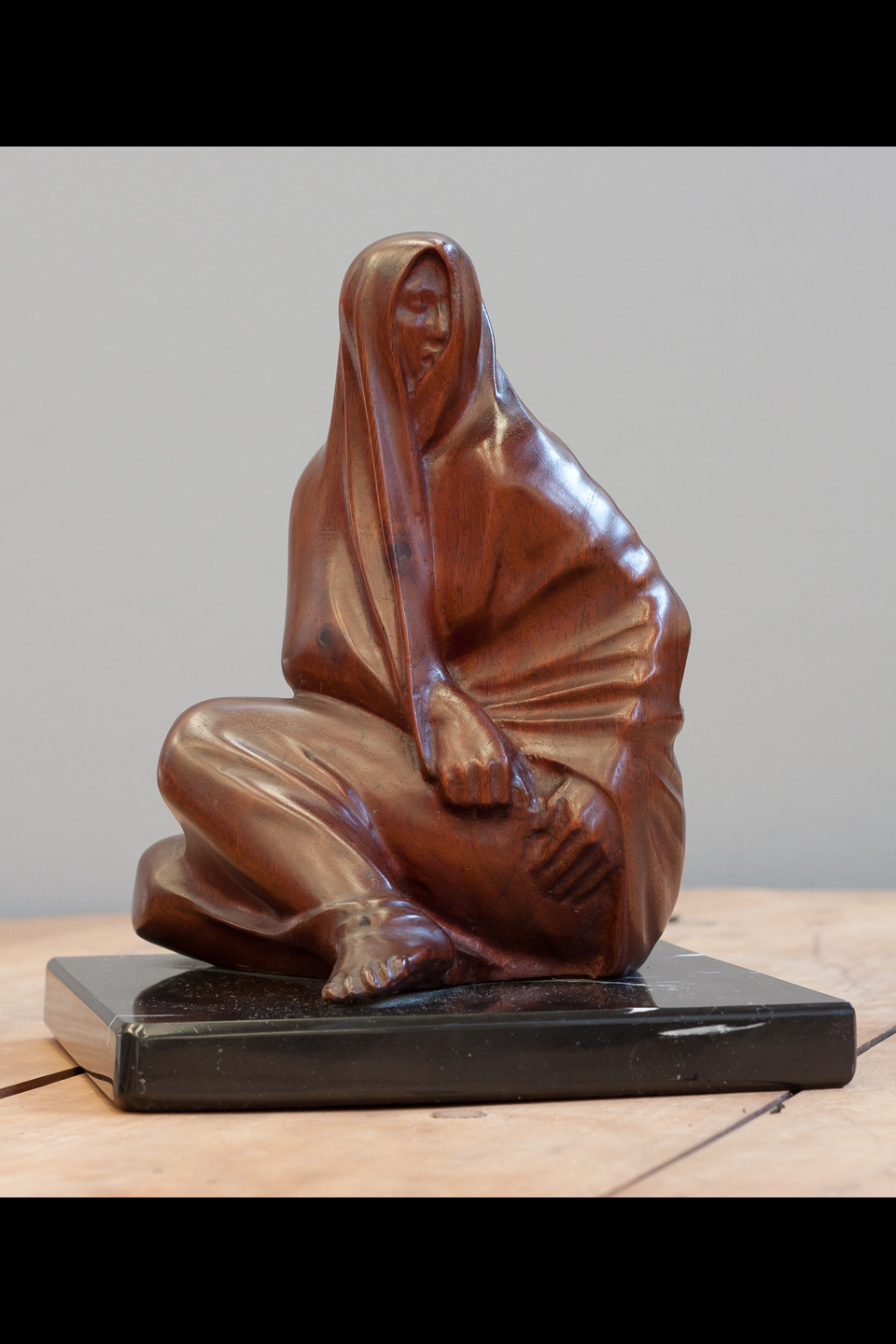
「レボソの女」　1993 紫檀　19x17x23cm
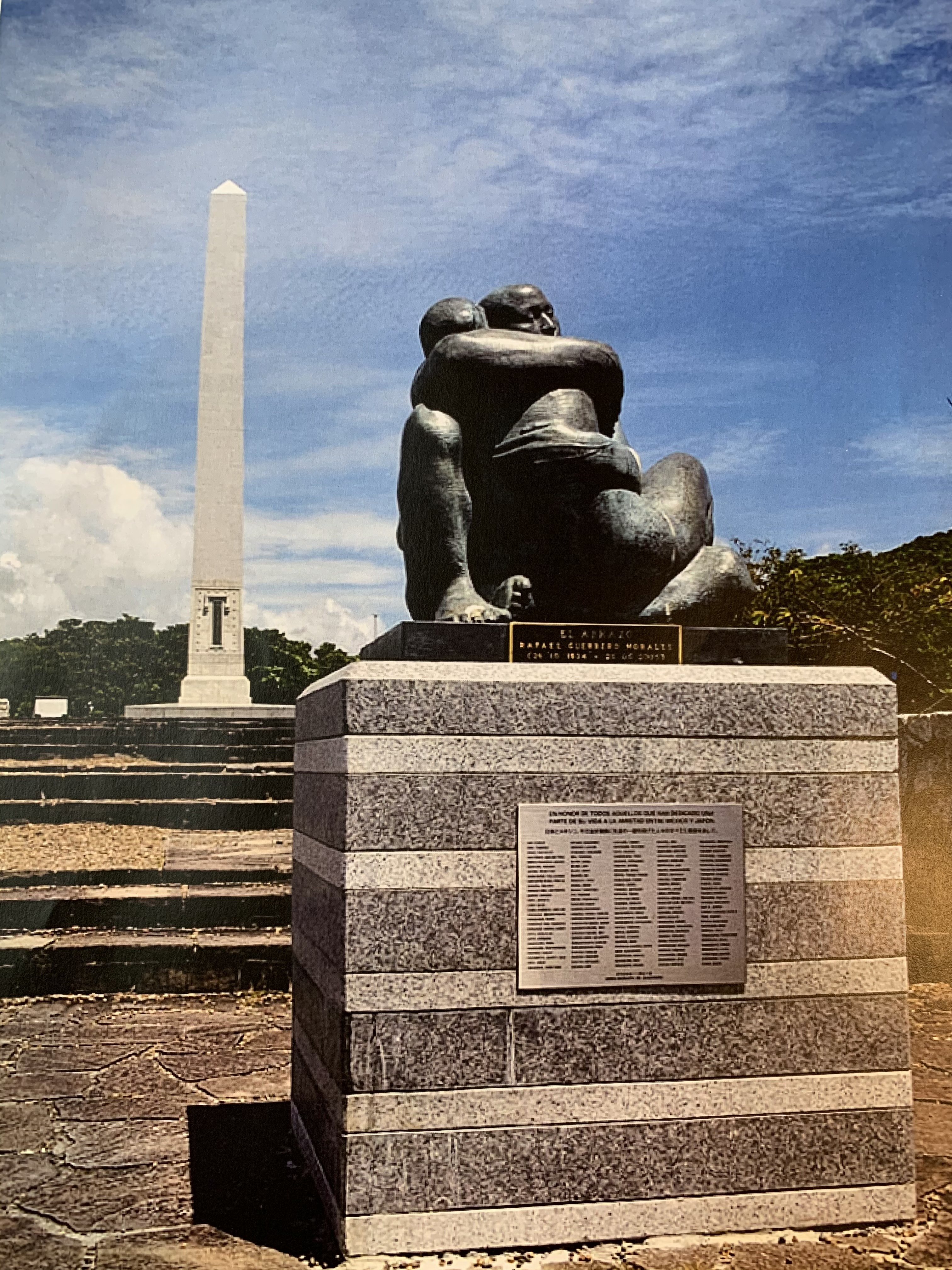
「抱擁」 2009年、ブロンズ 1000x1000x1000cm 千葉県御宿
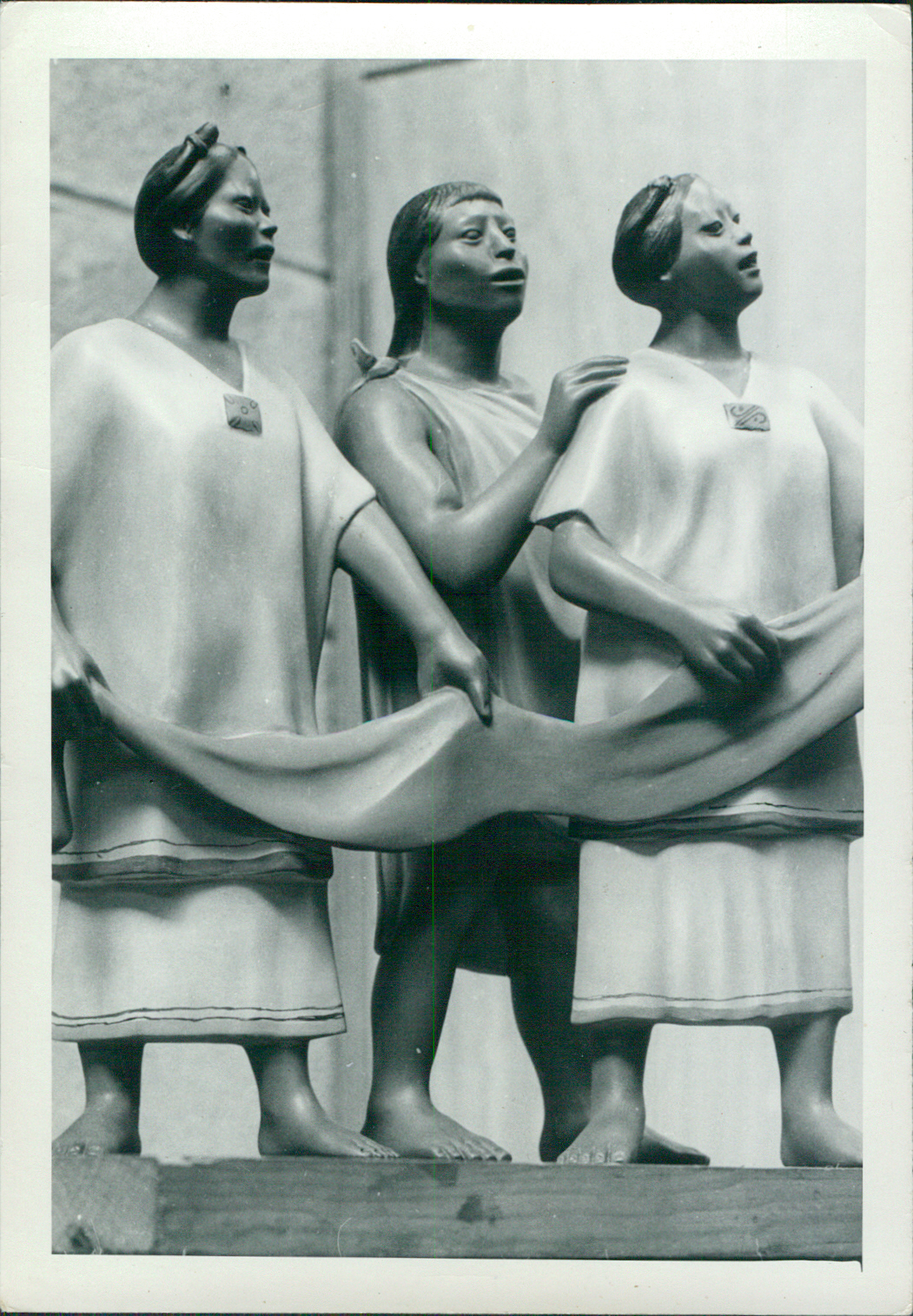
「歌う女たち」 1963年 メキシコ国立人類学博物館蔵

## 個展
- 1957年 - ベラクルス美術学校（ベラクルス）
- 1959年 - ベラクルス市庁ギャラリー（ベラクルス）
- 1962年 - ガレリア アルテ メヒカナ（メキシコシティー）
- 1964年 - ガレリア アンヘル（メキシコシティー）
- 1967年 - メキシコ記者クラブ（メキシコシティー）
- 1977年 - ロサンゼルス建築大学（カリフォルニア）
- 1991年 - ダイアンセン ギャラリー青山（東京）
- 1993年 - JRセルヴィスギャラリー（大阪）、レバノンセンター（メキシコシティー）
- 1995年 - 銀座せいほうギャラリー（東京）
- 1996年 - アートフェスティヴァル（伊東）
- 1998年 - 銀座せいほうギャラリー（東京）
- 2002年 - 福井県立美術館（福井）
- 2009年 - 市原市水と彫刻の丘美術館（千葉）
- 2011年 - エスパシオ メヒカノ メキシコ大使館（東京）
- 2019年 - 月の砂漠記念館（千葉）

## グループ展
- 1953年 - ベラクルス美術学校絵画展（ベラクルス）
- 1954年 - ベラクルス市彫刻コンクール（ベラクルス）
- 1956年 - 第1回メキシコ美術コンクール（メキシコシティー）
- 1962年 - 第1回国際ビエンナーレ（メキシコシティー）
- 1962年 - アルテ メヒカノ ギャラリー（メキシコシティー）
- 1964年 - アンヘル ギャラリー（メキシコシティー）
- 1978年 - デイビット アッシュ ギャラリー（ワシントン州、カリフォルニア州）
- 1980年 - カスタマー ショップ ギャラリー（フィラデルフィア）〈1981年まで〉
- 1983年 - バラリング ギャラリー（メキシコシティー）
- 1990年 - 小田急ギャラリー（東京）
- 1991年 - 第2回 TOKYO ART EXPO 1991（東京）、ストーンミュージアム（香川）
- 1995年 - 松坂屋ギャラリー（神戸）
- 1997年 - シケイロスと芸術家展 IEESA（メキシコシティー）
- 2000年 - 篠正美ー／ラファエル・ゲレロ 二人展 銀座ギャラリー大倉（東京）
- 2012年 - カルロス・エスピノー／ラファエル・ゲレロ 二人展、メキシコ最高裁判所（メキシコシティー）

## モニュメント
- 1954年
  - ベラクルス市庁「あらい熊」

- 1962年
  - スワレス美術館「エミリアーノ・サパタ」「先生」「母子」「漁師」

- 1965年
  - メキシコ外務省「平和」

- 1966年
  - メキシコ ベラクルス州立孤児院「母子」

- 1967年
  - メキシコ国立自治大学 モニュメント3点
  - O.P.I.C. パナマ、コロンビア 「ベニート・フアレス」

- 1968年
  - メキシコシティーオリンピック 金メダル、銀メダル、聖火台、トーチなど（大小30点）

- 1972年
  - メキシコ ミチョアカン州ほか各都市の「ラサロ・カルデナス将軍」（ブロンズ像）

- 1974年
  - メキシコ石油公団 メキシコ国内各地 「ラサロ・カルデナス将軍」
  - 第5回富士見高原創造の森国際シンポジウム招待制作「富士山と女」

- 2009年
  - メキシコ ベラクルス ファン・デ・ラ・クルス学校「先生に敬意を表して」
  - 千葉県御宿町日墨交流400周年記念モニュメント「抱擁」[1][2]

- 2012年
  - メキシコ メキシコシティ 日本メキシコ学院 35周年記念「兄弟」

## 受賞歴
| 受賞年 | タイトル                              | 備考   |
| ------ | ------------------------------------- | ------ |
| 1953   | ベラクルス美術学校絵画展              | 1等賞  |
| 1954   | ベラクルス市彫刻コンクール            | 1等賞  |
| 1956   | 第1回メキシコ美術コンクール           | 1等賞  |
| 1962   | 第1回彫刻国際ビエンナーレ             | 特別賞 |
| 1969   | メキシコ国立自治大学第1回ビエンナーレ | 1等賞  |